# (36657) 2000 QY202
2000 QY202 (asteroide 36657) é um asteroide da cintura principal. Possui uma excentricidade de 0.12521790 e uma inclinação de 3.46933º.
Este asteroide foi descoberto no dia 29 de agosto de 2000 por LINEAR em Socorro.